# Telesto californica
Telesto californica är en korallart som beskrevs av Kükenthal 1913. Telesto californica ingår i släktet Telesto och familjen Clavulariidae. Inga underarter finns listade i Catalogue of Life.